# Англосаксонска Енглеска
Англосаксонска Енглеска обухвата период прошлости дела Уједињеног Краљевства, познатог као Енглеска, од насељавања германских племена на Британска острва до Норманског освајања Енглеске 1066. године.

## Германска племена
Већ у позном римском периоду, Енглеска је била изложена нападима германских и келтских племена. Келти су нападали са запада и севера, а германи са југа и истока. Германски напади постали су учестали и све масовнији после трећег столећа, када их римски писци први пут спомињу. Германи су повремено нападали британске обале ради пљачке, а да би се заштитили од њих, Римљани су подизали низ утврђења при мору.
Постојбина Англа је полуострво Ангелн које се данас налази у најсевернијој немачкој провинцији Шлезвиг-Холштајн, део полуострва Јиланд. Саси су живели у северној Фризији и области око ушћа реке Лабе. Јити су првобитно потицали са Јиланда, одакле су се иселили пре упада у Британију. Углавном, може се сматрати да је постојбина старих Енглеза област између Шлезбига и ушћа реке Рајне. На Британска острва су се населили због велике сеобе народа; највероватније су их потиснули Хуни. 

## Насељавање
Легенда каже да су сами Брити навукли на себе невољу када је њихов краљ Вортигерн позвао Јите као најамнике да бране Кент од упада Келтских племена, Пикта и Скота. Јите су предводили два брата, Хенгист и Хорса који се нису задовољили победом над непријатељима него су се окренули против својих господара, освојили Кент и почели да се насељавају. 
Ускоро затим уследило је масовно досељавање Алгла, Саса и Јита у областима јужне и југоисточне Британије. Том приликом, део домнаћег становништва је страдао док се део повукао у планине на западу Острва. Њихови потомци су Велшани. Они који су описивали страдања староседелаца били су и сами жртве дошљака, па је њихова слика можда исувише мрачна. Међутим, утврђено је да је пред најездом германских племена, англосаксонски језик заменио германски, а многобожачка вера германа хришћанство. Бежећи пред германским хордама Бритони су се повукли у Велс, други су прешли Ламанш и населили полуострво Бретању, по њима тако названу. Друге околности у вези са германским најездама остају у сфери нагађања.

## Римски утицај
Чим су Римљани препустили Британију њеној судбини, нестале су без трага одлике римског живота. Освајајући Британска острва, Германи су уништавали и тековине римске културе. Од материјалне културе из римског времена остало је веома мало трагова, сем у рушевинама. Градови су падали, цркве и храмови су рушени, а незаштићени народ је страдао. Водовод и канализацију градови неће имати све до модерног доба, а парна купатила никада више. Нови становници су се делимично стопили са староседеоцима, али већим делом су их уништили. Планински урбанизам, каменом поплочане улице, свега тога неће бити у Британији у следећих хиљаду и више година. Чак је и латински језик ишчезао што нам говори да је римски утицај био површан.

## Англосаксонско друштво
Варварско друштво Англосаксонаца, односно Германских племена уопште, карактерисале су све оне одлике друштвеног живота развијеног варварства. Некадашњу једнакост свих чланова племена заменила је структура у којој се људи деле на породице вишег и нижег рода, а изнад свих је стојао краљ. Краљ је сматран најмудријим и најјачим чланом друштва. У свему је био изнад својих поданика. Био је сродник богова. Краљевску дружину чинили су ратници који су краљу били верни до смрти. После краљеве смрти престо по правилу наслеђује један од мушких чланова краљеве куће. То не мора да буде краљев син, што је доводило до многих борби око престола.
У англосаксонској Енглеској постојале су следеће класе: краљ и његови сродници, ратници које је краљ награђивао већим поседима приликом освајања нових територија, земљорадници који су били власници мањих поседа и робови. Све веће продубљавање класне неједнакости условило је постепено ишчезавање племенских односа и формирање феудалног друштва. У рату су учествовали сви мушкарци племена, то јест и ратници и сељаци. Постепено, ратник је престао да обрађује земљу, а сељаци су престали да одлазе у рат.
Писмене вести о домаћем животу Англосаксонаца не постоје. Археолошки налази сведоче о томе да су им куће биле од дрвене грађе и набоја, неправилног облика, ниске, без прозора и са земљаним подом. О животу краљева и њихових ратника знамо нешто више из савремене поезије, а највише из јуначког спева Беовулф. Иако се овде описује период пре досељења у Британију, живот у раном средњем веку споро се мењао па можемо веровати да су се бар у прво време сличне сцене одвијале и у Енглеској. Двор је описан као висока грађевина у којој гори велико огњиште. Док је напољу хладна ноћ, у загрејаној просторији весели се дворска дружина уз пехар медовине и звуке харфе. 

## Религија
Англи, Саси и Јити, као и сва германска племена, били су многобожачки народ. Насељавајући Британију, они су потисли хришћанско становништво са острва. Покрштавање нових становника предузето је из Рима. Папа Гргур I је опремио посланство из самог Рима и послао га у Британију. На челу посланства био је свети Августин. Године 597. они су се искрцали на обале Кента где су се надали добром пријему јер је краљица Кента била Францускиња. Њихов оптимизам се показао оправданим. Краљ Етелберт указао им је гостопримство. Ускоро после Августиновог доласка, краљ и остало становништво Кента покрстило се. 
После Етелберта покрстио се краљ Есекса и са њим и његов народ. Године 625. године талас покрштавања захватио је Нортамбрију. Краљ Едвин оженио се кентском принцезом у чијој пратњи је био епископ Паулинус, један од мисионара папе Гргура. Под његовим утицајем, Едвин се покрстио. У првој генерацији тај чин је био само површан и састојао се од тога да међу остале своје богове додају и Исуса Христа. Потпуно покрштавање изведено је уз помоћ мисионара из Ирске и Шкотске. Средином 7. века сви Англосаксонци су били покрштени. Неки од првих енглеских мисионара, Гутлак, Катберт и Бид потичу из тог периода.

## Германске државе
Првих столећа средњег века политичка историја Британије била је испуњена међусобним борбама мањих краљевина за превласт. У седмом веку на чело избија краљевина Нортамбрија са седиштем у граду Јорку. Превласт Нортамбрије угрожавала је краљевина Мерсија, чији је оснивач, краљ Панда, водио са Нортамбријом успешне борбе. Борбе је водио и са Весексом и Кентом. У осмом веку, за време владавина краљева Етелберта и Офе, краљевина Мерсија постаје доминантна сила на Острву и готово потпуно га потчињава својој власти.
Краљ Офа издао је прве писане законе и увео ковани новац. Новоосвојене територије почео је делити својим рођацима и тиме стварао класу феудалаца. После његове смрти, вођство преузима краљевина Весекс.
Енглеска је у том периоду била подељена на седам већих краљевина. Термин "Хептархија" (седмовлашће) односи се на период англосаксонских краљевина. 
Четири главне краљевине биле су: 
- Нортамбрија
- Весекс
- Источна Англија
- Мерсија

Остале три краљевине, Кент, Есекс и Сасекс, су у неком периоду освојене од стране већих краљевина. Сем тих седам, постојало је још десетак мањих краљевина и државица које нису битно утицале на историју Енглеске у раном средњем веку.

## Најезда Скандинаваца
Од деветог до једанаестог века Енглеска је била изложена инвазији Скандинаваца, познатијих као људи са севера. Они су познати под називом "Викинзи". Скандинавци су били, као и Англосаксонци, германског порекла. Али, њих нису најезде туђинаца натерале да напусте своја огњишта, као што је то био случај са Англима, Сасима и Јитима. Њих је тежак живот у неплодној Скандинавији натерао да се отисну у нове пределе. 
Викинзи који су основали своје колоније дуж источних обала Енглеске убрзо су примили хришћанство и сродили се са Англосаксонцима. Стапању није било препрека јер су оба народа била германског порекла и говорила сличним језиком. Разуме се да стапање није ишло без борбе, и то врло жестоке.

## Алфред Велики
Највећи краљ Весекса, Алфред Велики, водио је успешне борбе са Викинзима и натерао их да признају власт Весекса. На почетку његове владавине, он је Данцима морао платити велику суму новца како би се повукли из његове државе (871. године). И поред тога, Викинзи су седам године касније предузели велики поход на Весекс (зима 878. године). У почетку, Алфред је морао да се повуче на једно мочварно острво, али се касније са великом војском вратио и протерао Данце из Весекса (Битка код Едингтона). Том приликом, дански вођа Гутрум и његови ратници примили су хришћанство. 
Примирје није могло бити дугог века. Неколико година касније, Викинзи из француских вода упловљавају са 300 бродова у ушће Темзе и придружују се Данцима из Источне Англије. Заједнички су ударили на Алфреда и после дугих борби били су приморани да се повуку. Последње три године Алфред је провео у миру. Умро је у педесетој години живота, 899. године. 
Алфред је био велики човек и велики краљ. Извршио је историјски задатак учвршћивања државне власти и стварања националног осећања. Али, Алфред није био само велики војсковођа и политичар. Он се интересовао и за књижевност и културу. За време његове владавине започето је писање Англосаксонске хронике која обухвата период од 892. до 1154. године. У време Алфредове владавине учвршћен је и феудализам у земљи. Многи историчари упоређују га са Карлом Великим, „Оцем Европе“.

## Алфредови наследници
Алфредови наследници који су владали у 10. веку, услешно су наставили дело свога оца. Едвард (син), Етелстан, Едмунд, Едред (унуци) и Едгар (праунук) ширили своју власт на уштрб својих суседа Скандинаваца. Они су повратили већину територија које су у деветом веку преотели Викинзи. Тако је створена јединствена краљевина Енглеска. 
Ратови за освајања наметали су велике трошкове. Да би се прикупио порез од народа, јачала је државна власт и администрација. Крајем 10. века, Енглеска је била подељена на округе којима је управљао шериф. 

## Данско освајање Енглеске
Нови напади Данаца уследили су крајем 10. века. Енглески краљ Етелред Неспремни пружао је слаб отпор. Тако је Енглеској наметнут порез, Данегелд, за чију исплату су уведени нови порези. То је трајало све до 1013. године, када је дански краљ Свен Рашљобради покорио све енглеске покрајине и заузео Лондон. Он је постао краљ Енглеске, али је владао врло кратко, само пет недеља. Умро је 1014. године. Етелред се враћа на престо, али и он убрзо умире. За престо се боре Етелредов син Едмунд Гвоздени и Свенов син Кнут. Обојица су били млади и борбени. На крају је престо освојио Кнут 1016. године. Он је тако постао краљ Енглеске, Норвешке и Данске. 
Кнутова уједињена држава није имала изгледа за будућност. Норвешка се отцепила још за време Кнутовог живота. После његове смрти одвојила се и Данска. Хартакнут, син Кнута и енглеске краљице Ене није могао преузети престо јер је био одсустан због рата са Норвешком. Његов посао обављао је његов полубрат Харолд. Хартакнут је убрзо умро, а наследио га је Алфредов потомак Едвард Исповедник. Он је био слаб владар и све послове углавном је обављао великаш Годвин. После Едвардове смрти, на престо је дошао Годвинов син Харолд II. Уследиле су борбе између Харолда и великаша који су му оспоравали престо. Борбе су биле фаталне за енглеску самосталност. Ослабљена држава била је лак плен за Вилијама Освајача.

## Норманско освајање Енглеске
Један од претендената на енглески престо, Вилијам Нормандијски, спремао је велики напад на Енглеску ради преотимања престола. Он је тврдио да му је Едвард Исповедник за живота обећао престо. Зато је саградио флоту од преко 600 бродова, у то време велики задатак, и прешао Ламанш. Утврдио се код места Хејстингс где се сукобио са Харолдовом војском и одлучно га победио. Након победе у бици код Хејстингса, Вилијам је лако освојио енглески престо. Крунисан је за краља на Божић 1066. године у Вестминстерској цркви.

## Англосаксонски језик и књижевност
Језик којим се говорило у Енглеској у раном средњем веку, латински писци називали су двојако: lingua Anglica и lingua Saxonica. Отуда и назив англосаксонски језик. Негде се назива староенглеским. Овај језик припада германској групи језика. Али, англосаксонски језик није био јединствен већ се употребљавао у великом броју дијалекта
Најстарије енглеске школе основала је црква у првој половини 7. века у Кентерберију, Рочестеру и Лондону. Циљ ових школа био је да се образује свештенички подмладак. Међу свештенством, владарима и народом, писменост је била ретка појава. За образовање морало је да се одлази у Ирску, где се неговала уметност и где су постојали чувени манастири са великим братствима калуђера. Временом су и енглески владари почели градити манастире, прво у северној Енглеској, у Јоркширу, а затим и у осталим покрајинама. 
Књиге су биле велика реткост. Високи црквени достојанственици доносили су са собом понеку књигу са путовања у Рим. Оне су сматране великом скупоценошћу јер су биле писане руком на пергаменту или кожи, увезане у кадифи, сребру или злату. Од доношених књига састављане су прве билбиотеке. У Џароу је, у библиотеци било око 80 књига. Све су то биле црквене књиге, а од свих је највише цењено Јеванђеље, које је због тога било најраскошније опремљено. 
Све што је од англосаксонске књижевности остало сачувано до данашњих дана налази се сакупљено у четири рукописне књиге стихова: Беовулф, Егзитерска књига, Јунијусов рукопис и Верчелијски рукопис. Књиге су анонимне, као и готово целокупна литература средњег века. Написане су око године 1000. Англосаксонска проза везана је за име краља Алфреда. 